# Трифонов, Геннадий Фёдорович
Геннадий Фёдорович Три́фонов (10 ноября 1938, Чебоксарский район, Чувашская АССР — 15 декабря 2020[…], Чебоксары) — советский и российский философ и историк геологии, кандидат геолого-минералогических наук (1972), доктор философских наук (1997), профессор (2000), специалист по вопросам философии науки.

## Биография
Родился 10 ноября 1938 года в деревне Ядринкасы (чув. Етӗрнекасси), Чебоксарский район, Чувашская Автономная Советская Социалистическая Республика.
В 1961 году окончил геологический факультет МГУ, c 1970 года обучался там в аспирантуре под руководством профессоров Д. И. Гордеева и В. Е. Хаина.
В 1972 году защитил кандидатскую диссертацию по теме «Развитие представлений об эволюции осадочного породообразования» в Институте истории естествознания и техники АН СССР.
В 1997 году защитил докторскую диссертацию на тему «Методологические проблемы синтеза геологических знаний» в Институте повышения квалификации и переподготовки преподавателей общественных наук при МГУ, специальность: «Философия науки и техники» и «История геологии».
В 1961—1970 годах работал в геологических организациях и управлениях Министерства геологии СССР на Украине, в Сибири и Чувашской АССР.
В 1972—2000 годах работал на кафедре философии Чувашского государственного университета имени И. Н. Ульянова: старший преподаватель, доцент (1977), а затем профессор (2000).
В 2003—2010 годах — профессор кафедры философии Чувашского государственного педагогического университета имени И. Я. Яковлева.
С 2010 года — профессор кафедры философии гуманитарного факультета Чувашского государственного университета.
Читал курсы лекций: Философия, Логика, Философия науки и техники, История и философия науки и техники, Концепции современного естествознания, Науки о Земле, Философия качества.
Исследовал методологические и философские вопросы геологических наук, в том числе путей и возможностей построения общегеологической теории (общей теории Земли) и теоретической геологии.
с 2003 года — Главный редактор журнала «Вестник Чувашского отделения Российского философского общества».
Председатель Чувашского отделения Российского философского общества.
Член Оргкомитета Российских философских конгрессов (Новосибирск, 2009; Нижний Новгород, 2012; Уфа, 2015).
Член Диссертационных советов:
- по защите диссертаций на соискание ученой степени кандидата биологически наук при Чувашском педагогическом университете им, И. Я. Яковлева (2005—2008).
- по защите диссертаций на соискание ученой степени доктора философских наук при Чувашском государственном университете им. И. Н. Ульянова (1999—2003).
- по защите докторских диссертаций в Университета им. Шарля де Голля (Лилль, Франция) (2010), и научный руководитель докторанта этого университета.

22 ноября 2018 года В Чувашском государственном университете им. И. Н. Ульянова открылась фотовыставка «Г. В. Трифонов — геолог, философ, ученый, педагог».
Скончался поздно вечером 15 декабря 2020 года в больнице города Чебоксары. Похороны состоялись 17 декабря в городе Чебоксары..

## Звания, награды и премии
- 2012 — Ветеран труда Чувашской Республики[11].
- 2015 — Почётная Грамота Российского философского общества (РФО).

## Членство в организациях и обществах
- 1973 — Учёный секретарь Чувашского отделения Советского национального объединения историков естествознания и техники (1973—1991).
- 2003 — Председатель Чувашского отделения Российского философского общества.
- 2008 — Международная комиссия по истории геологических наук (INHIGEO)[12].
- 2018 — Чувашская национальная академия наук и искусств.
- Член Центрального совета чувашских старейшин[13].

## Конференции
Участие в международных конференциях по истории геологии и философии:
- 1982 —  Будапешт, 10 симпозиум ИНИГЕО «Вклад в историю геологической картографии».
- 1984 —  СССР Баку, 4 двусторонний (СССР-ГДР) симпозиум по истории геологических наук.
- 1984 —  СССР Москва, 11 симпозиум ИНИГЕО, на 27 сессии МГК.
- 1989 —  ФРГ Гамбург-Мюнхен, 18 Международный конгресс по истории науки.
- 1990 —  Берлин, 5 двусторонний (СССР-ГДР) симпозиум по истории геологических наук.
- 2003 —  Стамбул, 21 Всемирный философский конгресс «Философия лицом к мировым проблемам».
- 2005 —  Пекин, 22 Международный конгресс по истории науки.
- 2007 —  Каир, Российско-египетская конференция «Диалог цивилизаций: философские, культурологические, исторические аспекты».
- 2008 —  Сеул, 22 Всемирный философский конгресс.
- 2010 —  Мадрид, 35 симпозиум ИНИГЕО «История изучения полезных ископаемых».
- 2012 —  Брисбен, 37 симпозиум ИНИГЕО, на 34 сессии МГК.
- 2013 —  Афины, 23 Всемирный философский конгресс «Философия как исследование и образ жизни».
- 2016 —  Кейптаун, 41 симпозиум ИНИГЕО, на 35 сессии МГК.
- 2018 —  Пекин, 24 Всемирный философский конгресс.